# Lottocratie
Lottocratie is een idee voor een vorm van democratie waarbij het lot bepaalt wie zitting nemen in het vertegenwoordigend orgaan. Het orgaan vertegenwoordigt de gehele wereldbevolking. Het idee van een volksvertegenwoordiging, waarbij de vertegenwoordigers aangewezen worden door het lot, wordt al door Aristoteles besproken in zijn Politika. Na een uitvoerige vergelijking van de systemen van vertegenwoordiging in de toenmalige Griekse stadstaten schrijft hij het volgende:

λέγω δ’ οἷον δοκεῖ δημοκρατικὸν μὲν εἶναι τὸ κληρωτὰς εἶναι τὰς ἀρχάς, τὸ δ’ αἱρετὰς ὀλιγαρχικόν
(Legô d'hoion dokei dêmokratikon men einai to klêrôtas einai tas archas, to d'hairetas oligarchikon. (Latijnse transliteratie))
Ik heb bijvoorbeeld de indruk dat vertegenwoordiging door middel van het lot als democratisch wordt beschouwd, maar vertegenwoordiging door middel van verkiezingen als een vorm van oligarchie.
— Aristoteles, Politica, boek IV

## Uitwerking
In het oorspronkelijke idee van lottocratie wordt ervan uitgegaan dat er sprake is van een mondiaal orgaan, dat de gehele wereldbevolking vertegenwoordigt. Lottocratie kan ook lokaal gelden op het niveau van landen, provincies of steden. Het vertegenwoordigend orgaan bestaat uit ongeveer 1000 personen. Dit getal zou ervoor zorgen dat de verschillende kenmerken waarin men mensen kan indelen, zoals geslacht, ras, godsdienst, beroep en woongebied, volgens het criterium van statistische representativiteit vertegenwoordigd zijn.
Het meest kenmerkende voor lottocratie is dat het lot bepaalt wie zitting nemen in het vertegenwoordigend orgaan. Het orgaan vertegenwoordigt de gehele wereldbevolking. De populatie waaruit getrokken wordt bestaat uit een lijst van alle wereldburgers die bijvoorbeeld de leeftijd van 45 jaar hebben. De reden hiervoor is dat deze mensen over een zekere levenservaring beschikken.  De computer kiest aselect, via een toevalsprocedure, een aantal uit een subgroep van de mondiale populatie. Leeftijd is het discriminerende element daarbij, niet ras, niet geslacht, niet nationaliteit of kennis van zaken.
De ingezetenen van het orgaan worden opgeroepen voor de periode van één jaar. Na opkomst zullen zij eerst een opleiding krijgen van 65 dagen. De eigenlijke zittingsperiode duurt 300 dagen.Ze worden bijgestaan door deskundigen welk in het algemeen wetenschappers zullen zijn. De ingezetenen zullen kantoor houden, communiceren, en hun werk doen op de dichtstbijzijnde universiteit. Alle communicatie vindt plaats via internet.
Er zijn nog meer details uitgewerkt voor hoe lottocratie er in feite uitziet. Daarbij is aandacht besteed aan begeleidingsteams, formulering van voorstellen, wijze van stemmen, voertaal, compensatie, rechten en plichten, openbaarheid, anonimiteit, recht van initiatief.

## Recenter gebruik
De term lottocratie komt meerdere malen voor bij L. León (1988). Zijn boek gaat over de belangrijkste problemen waar de mensheid mee geconfronteerd wordt, over de laatste oorzaak van deze problemen (overbevolking) en over een mogelijke oplossing (lottocratie). Een meer gedetailleerde schets voor een protocol van lottocratie wordt gegeven in het hoofdstuk A Concept for Government.
Het idee van aanwijzing door middel van het lot is heel gewoon binnen de Angelsaksische juryrechtspraak, waarbij beslissingen moeten worden genomen die kunnen leiden tot een doodsvonnis.